# Siegfried Axtmann
Siegfried Axtmann (* 19. April 1959 in Maxhütte-Haidhof) ist ein deutscher Unternehmer und ehemaliger Präsident des VfB Leipzig. Er ist  mit Ingeborg Axtmann verheiratet und Vater von zwei Kindern. 
Ab Juli 1991 war der promovierte Bauingenieur Trikotsponsor des zu dieser Zeit in der Zweiten Bundesliga spielenden Fußballvereins VfB Leipzig, dessen Trikots den Schriftzug seines Immobilienunternehmens Axtmann Baubetreuungs AG trugen. Nach der Wende galt seine Firmengruppe als einer der größten Wohnungsbesitzer in Leipzig. 1991 bis 1995 war Axtmann Präsident des Vereins und führte diesen mit Aufstieg in der Saison 1993/94 in die Erste Bundesliga. Seit 2014 leitet Axtmann das Ungarische Honorarkonsulat in Nürnberg. Er ist Geschäftsführer und zusammen mit seinen Kindern Gesellschafter der Axtmann Holding mit Sitz in Berlin, unter deren Dach diverse Immobilienfirmen und Unternehmen der Allgemeinen Luftfahrt, wie die FAI, eine auf Spezialfluglogistik ausgerichtete Fluggesellschaft, deren Aufsichtsratsvorsitzender Axtmann ist, zusammengefasst sind.